# Julian Bashir
Julian Subatoi Bashir és un personatge fictici de Star Trek: Deep Space Nine en l'univers de Star Trek interpretat per l'actor Alexander Siddig. És el metge de l'estació espacial Espai Profund 9 i de l'USS Defiant.

## Biografia
Va néixer l'any 2341. A primer de primària, Julian Bashir va mostrar grans dificultats per aprendre i tenia una alçada i un pes inferiors a la mitjana per a la seva edat. Poc abans del seu setè aniversari, els seus pares, Richard i Amsha Bashir, el van sotmetre a enginyeria genètica a Adigeon Prime. El procediment el va fer mentalment superior a la majoria dels humans i va millorar enormement les seves habilitats físiques. Tanmateix, com que l'enginyeria genètica humana havia estat declarada il·legal a la Federació Unida de Planetes excepte en casos de correcció de defectes congènits greus, Bashir i els seus pares van mantenir el seu procediment en secret durant la major part de la seva vida adulta. Als 15 anys, va saber del que li havien fet i va començar a utilitzar el nom de pila Julian, argumentant que les modificacions havien esborrat el seu jo original de l'existència. Per evitar que Bashir perdés la seva comissió de la Flota Estel·lar i la seva llicència mèdica, Richard accepta declarar-se culpable d'enginyeria genètica il·legal i complir dos anys de presó (episodi de DS9: "Doctor Bashir, I Presume?").
Bashir es va graduar segon de la seva classe a l'Acadèmia Mèdica de la Flota Estel·lar, després d'haver fallat intencionadament una pregunta del seu examen final  (DS9: "Distant Voices"). Tenia la seva opció de destinacions a qualsevol lloc de la flota, i per això va triar "Espai Profund 9" per tenir l'oportunitat de practicar la "medicina de frontera a la vida real" (DS9: "Emissary"). Té el rang de tinent (j.g.) en el moment del pilot de la sèrie, i de tinent des de l'estrena de la quarta temporada fins al final de la sèrie.
Al principi, la seva naturalesa massa entusiasta i arrogant va fer que alguns membres de la tripulació, com ara Miles O'Brien i Kira Nerys, fossin reticents a passar temps amb ell. Tanmateix, finalment es fa amic d'O'Brien, Jadzia Dax, i Elim Garak. Bashir flirteja amb Jadzia, que rebutja els seus avenços i es casa amb Worf. Després de la seva mort, Bashir s'uneix a Worf en una perillosa missió per assegurar-se que l'ànima de Jadzia tingui un lloc a Sto-Vo-Kor.
L'amic més proper de Bashir és O'Brien, i sovint se'ls mostra jugant a jocs (com ara dards) o visitant l'holosuite per a la recreació d'una de les diverses batalles històriques com el setge d'El Álamo o la batalla d'Anglaterra. També és amic íntim d'Elim Garak, amb qui sovint comparteix el dinar al Replimat.
Durant les tensions prèvies a la guerra de Dominion, Bashir és segrestat (en algun moment abans de "Rapture", quan s'introdueixen nous uniformes) i enviat a un camp de presoners de Domini i substituït per un canviant (revelat durant "In Purgatory's Shadow"). El seu substitut intenta destruir el sol bajorà, amb l'objectiu d'eliminar Bajor, DS9 i una flota de naus de la Federació, klíngons i romulanes ("By Inferno's Light"). La tripulació de DS9 frustra el pla, i el veritable Bashir, juntament amb els seus companys captius, s'alliberen poc després. L'experiència (i la seva sortida com a persona modificada genèticament) va iniciar un lent canvi de personalitat al llarg de la sèrie cap a un personatge molt més ombrívol i fosc.
Més tard, Bashir intenta integrar diversos altres individus modificats genèticament a la cultura de la Federació, amb un èxit mixt ("Statistical Probabilities", "Chrysalis (Star Trek: Deep Space Nine)").
El grup d'operacions encobertes Secció 31 també s'interessa per ell i intenta dues vegades, sense èxit, "reclutar-lo" ("Inquisition", "Inter Arma Enim Silent Leges"). Dues vegades va ser posseït per alienígenes malvats a "The Passenger" i "Dramatis Personae" i dues vegades va ser atrapat i gairebé mort en jocs de l'holocoberta: "Move Along Home" i "Our Man Bashir".
Tal com es mostra al final de la sèrie "What You Leave Behind", Bashir roman a bord de "Espai Profund 9" i comença una relació romàntica amb Ezri Dax.
A l'univers mirall, el Bashir alternatiu és un lluitador per la llibertat a la Rebel·lió Terrana. Es desconeix si mai va rebre les millores genètiques que va rebre la seva contrapart. A diferència del Bashir normal, que és amable i agradable, el Bashir alternatiu és un exesclau enfadat i descuidat que s'uneix a la rebel·lió contra l'Aliança Klíngon/Cardassiana.
A Star Trek: Lower Decks temporada 5, una versió de realitat alternativa de Bashir serveix a bord de la nau de classe Defiant de la Secció 31 Anaximander de l'univers principal. A diferència del Bashir principal, aquest Bashir és un holograma mèdic d'emergències similar al Doctor. Com el Doctor, posseeix un emissor mòbil. Un "nàufrag interdimensional", Bashir es va enamorar i es va casar amb un Elim Garak d'un univers alternatiu diferent que va conèixer a l'"Anaximander". Aquesta versió de Bashir té una breu aparició al final de la sèrie "The New Next Generation", dempeus al pont d'"Anaximander" amb Garak quan la nau torna a l'univers principal.

## Recepció
El personatge de Julian Bashir va provocar inicialment crítiques dels fans. Alexander Siddig va expressar el seu entusiasme pel fet que ell, amb el seu accent anglès, el seu nom de pantalla inusual en el moment del càsting (Siddig El Fadil) i la seva ascendència nord-africana, fos un personatge principal en un programa de televisió destacat, tot i no ser tan fàcilment identificable racialment per al públic com molts altres actors i personatges de la televisió en aquell moment.
El 2016, Bashir va ser classificat com el 25è personatge més important de la Flota Estel·lar dins de l'univers de ciència-ficció Star Trek per la revista Wired.
El 2016, SyFy va classificar Bashir com el cinquè millor dels set metges espacials principals de la franquícia "Star Trek".
El 2018, CBR va classificar Bashir, el 16è millor personatge de la Flota Estel·lar de Star Trek.
El 2018, The Wrap va situar Bashir com a 15è de 39 en un rànquing dels personatges principals de la franquícia Star Trek abans de Star Trek: Discovery.

## Aparicions com a convidat
Alexander Siddig també va interpretar el seu paper de Dr. Julian Bashir a l'episodi de la sisena temporada de Star Trek: La nova generació "Drets de naixement, Part I", una temporada concurrent a la primera temporada de DS9.
El 2024, també va repetir el seu paper del Dr. Julian Bashir a la cinquena temporada de Star Trek: Lower Decks en un cameo.